# 올림픽 중앙아프리카 공화국 선수단
중앙아프리카 공화국은 1984년부터 2020년까지 개최된 하계 올림픽과 1968년 첫 대회에 선수단을 파견했다. 그러나 아직까지 올림픽 메달을 획득하지 못했다. 중앙아프리카 공화국의 어떤 선수도 동계 올림픽에 참가한 적이 없다.

## 대회별 메달 집계

### 하계 올림픽 메달 집계
| 경기                  | 선수          | 금 | 은 | 동 | 합계 | 순위 |
| 1968년 멕시코시티     | 1             | 0  | 0  | 0  | 0    | –    |
| 1972년 뮌헨           | 미참          |    |    |    |      |      |
| 1976년 몬트리올       | 미참          |    |    |    |      |      |
| 1980년 모스크바       | 미참          |    |    |    |      |      |
| 1984년 로스앤젤레스   | 3             | 0  | 0  | 0  | 0    | –    |
| 1988년 서울           | 15            | 0  | 0  | 0  | 0    | –    |
| 1992년 바르셀로나     | 16            | 0  | 0  | 0  | 0    | –    |
| 1996년 애틀랜타       | 5             | 0  | 0  | 0  | 0    | –    |
| 2000년 시드니         | 3             | 0  | 0  | 0  | 0    | –    |
| 2004년 아테네         | 4             | 0  | 0  | 0  | 0    | –    |
| 2008년 베이징         | 3             | 0  | 0  | 0  | 0    | –    |
| 2012년 런던           | 6             | 0  | 0  | 0  | 0    | –    |
| 2016년 리우데자네이루 | 6             | 0  | 0  | 0  | 0    | –    |
| 2020년 도쿄           | 2             | 0  | 0  | 0  | 0    | –    |
| 2024년 파리           | 미래의 이벤트 |    |    |    |      |      |
| 2028년 로스앤젤레스   | 미래의 이벤트 |    |    |    |      |      |
| 2032년 브리즈번       | 미래의 이벤트 |    |    |    |      |      |
| 합계                  | 합계          | 0  | 0  | 0  | 0    | –    |